# Móricz-ház (Szeged)
A Móricz-ház egy 1912-ben szecessziós stílusban épült műemlék épület, amely a szegedi Szent István tér déli szegletében emelkedik. Az épületet Móricz József szegedi postai tisztviselő megbízása alapján Raichle J. Ferenc építette 1910 és 1912 között. A Móricz-házat a korabeli nagypolgárság igényeit szem előtt tartva építették. A homlokzatot a juhászok subáját idéző díszítéssel látták el, a ház belső közös tereit szecessziós falfestményekkel dekorálták. Az épületet kezdetben gázzal világították, fűtését cserépkályhákkal oldották meg. A nagyméretű polgári lakások mellett apróbb cselédszobák is voltak az épületben. A modernitás jegyében helyet hagytak egy személyfelvonó számára is, amely azonban még évtizedekig nem készült el. (A szerkezet sokáig az udvaron hevert bedobozolva, mígnem a világháború idején lába kelt.)
A második világháborút követő lakáshiányos időszakban a városi hatóság államosította a nagypolgári lakásokat, és azokat kisebb területű bérlakásokká alakította át. A háború utáni gyorsjavítás során az épületet újravakolták, ekkor külső díszeit vakolattal elfedték. Az évtizedek során lemeszelték az épület belső festményeit, és leszerelték a kovácsoltvas korlátokat is. Az 1990-es évekre az épület állaga és külső megjelenése is igen leromlott. 2007-ben a város 126 millió forintért eladta az épületet egy vállalkozásnak, amely teljes körű renoválást hajtott végre.